# 樋ノ上用水
樋ノ上用水（ひのがみようすい）は、埼玉県久喜市を流れる農業用水路である。

## 概要
この樋ノ上用水は新川用水より分水し、主として久喜市を灌漑している農業用水路である。起点より香最寺付近までの流域周辺は主に水田などの農地であり、香最寺より下流域は六万部（一部上清久の飛地）などの集落となっている。流路の詳細に関しては下記の流路節を参照されたい。
また、この樋ノ上用水は途中、六万部字本村付近にて、「久喜市六万部地区 農業集落排水処理施設」によって再処理された生活排水を放流している水路と合流する。

## 流路
- 水源：新川用水
- 起点：埼玉県加須市水深（北側）・久喜市六万部（南側）境界
- 久喜市六万部の北方に所在する埼玉県農業技術研究センター久喜試験場の東方、東北自動車道の西側にて新川用水の右岸（南側）より分水し、六万部の北部を東北自動車道 西側側道の西側に沿って南へ流下する。
- 久喜騎西線旧道を南へと横断し、この地点より約50m流下した地点にて東北自動車道西側側道と離れ、市道の西側沿いに南南西へ流下する。この付近では六万部（西側）と上清久（東側）との境界を成している。
- 久喜騎西線より約150m程流下した地点にて再び両岸とも六万部となり、市道の西側沿いに南南西へ流下する。
- 香最寺・天満宮の東側を市道の西側沿いに南南西へ流下する。
- 農業集落排水処理施設の南東約100mの地点にて、同施設にて再処理された生活排水を放流している水路と合流する。同地にて並行している市道を南東へと横断し、市道の東側を並行し南へ流下する。

## 橋梁
- （埼玉県道151号久喜騎西線旧道）
- （埼玉県道151号久喜騎西線）
- （市道）

## 周辺の施設
- 水と緑のふれあいロード
- 埼玉県農業技術研究センター久喜試験場
- 東北自動車道
- 久喜市六万部地区農業集落排水処理施設
- 久喜市立清久小学校
- 清久コミュニティーセンター（西公民館）